# Deep Reborn 吳浩康演唱會
《Deep Reborn 吳浩康演唱會》是香港男歌手吳浩康經《Deep 2019+1演唱會》後再度舉辦的大型演唱會，在2024年2月24日於香港海洋公園水上樂園舉辦，吳浩康亦邀請了他於地盤的工友前來觀賞。

## 介紹
本演唱會為吳浩康兼職地盤後的第一個演唱會，亦是他離開英皇娛樂後的第一個演唱會。演唱會時吳浩康的感冒還未完全康復，但他亦不斷演唱二十多首金曲，狀態似乎已好轉，歌手保錡@ERROR亦有到場支持。

## 演唱曲目
1. 新樂園
2. 放過自己
3. 討厭
4. 自卑
5. 擇日失戀
6. 醒覺
7. 見字醫病
8. 船頭尺
9. 較早前錄影
10. 十倍速
11. 第三者
12. 生於83
13. 孩子王
14. 浪漫時代
15. 愛沒懷疑
16. 洗剪吹
17. 迷
18. 棋王
19. 38廿四
20. 感覺蘇豪
21. 新手
22. 演唱會

Encore
1. 兒戲
2. 先入為主